# Мейер, Рене
Рене Жоэль Симон Мейер (фр. René Joël Simon Mayer; 4 мая 1895, Париж — 13 декабря 1972, Париж) — французский политик и государственный деятель, дважды, с 20 октября 1949 по 22 октября 1949 года и с 8 января по 21 мая 1953 года будучи премьер-министром Франции, возглавлял кабинет министров Четвёртой республики.

## Биография
Рене Мейер — бакалавр искусств и права.
Во время Первой мировой войны он сражался с немцами в артиллерии, был ранен. В Государственном совете в 1920 году начал политическую карьеру.
Мейер один из основателей и член совета директоров авиакомпании «Air France».
С 1943 года Рене Мейер как доверенное лицо Шарля де Голля работал в правительстве в изгнании (Французский комитет национального освобождения).
Майер был вторым председателем Европейской комиссии.
После войны был министром в ряде французских правительств.
Скончался 13 декабря 1972 года в Париже.